# هارون في الإسلام
هَارُونُ بنُ عمران   هو رسول الله وقيل أنه نبي وشخصية مهمة، وهو أخو النبي موسى. أُرسِل إلى فرعون وبني إسرائيل. عاش النبي هارون مع أخيه في مصر.

## نسبه
ورد في المصادر اليهودية نسب هارون:
- هو: هارون بن عمران بن قاهث بن لاوي بن يعقوب بن إسحاق بن إبراهيم.

- والدته: يوكابد بنت لاوي.

ويقال أنه أكبر من أخيه موسى بثلاث سنوات.

## في القرآن الكريم
ذكر هارون  في القران الكريم أزيد من عشرين مرة. ويُذكَر أحيانا بأنه وزير موسى ﴿وَلَقَدْ آتَيْنَا مُوسَى الْكِتَابَ وَجَعَلْنَا مَعَهُ أَخَاهُ هَارُونَ وَزِيرًا ۝٣٥﴾. وبعض الآيات توضح أنه كان متحدثا عنه ﴿وَأَخِي هَارُونُ هُوَ أَفْصَحُ مِنِّي لِسَانًا فَأَرْسِلْهُ مَعِيَ رِدْءًا يُصَدِّقُنِي إِنِّي أَخَافُ أَنْ يُكَذِّبُونِ ۝٣٤﴾، ﴿وَاحْلُلْ عُقْدَةً مِنْ لِسَانِي ۝٢٧ يَفْقَهُوا قَوْلِي ۝٢٨ وَاجْعَلْ لِي وَزِيرًا مِنْ أَهْلِي ۝٢٩ هَارُونَ أَخِي ۝٣٠﴾. ولما كان القرآن يعطي هارون مكانة كبيرة ودورا هاما في صحبة أخيه، فإنه ينفي عنه صناعة العجل الذي عبده اليهود في غيبة موسى، وينسبه إلى شخص اسمه السامري: ﴿قَالَ فَإِنَّا قَدْ فَتَنَّا قَوْمَكَ مِنْ بَعْدِكَ وَأَضَلَّهُمُ السَّامِرِيُّ ۝٨٥﴾